# Villas de Naples

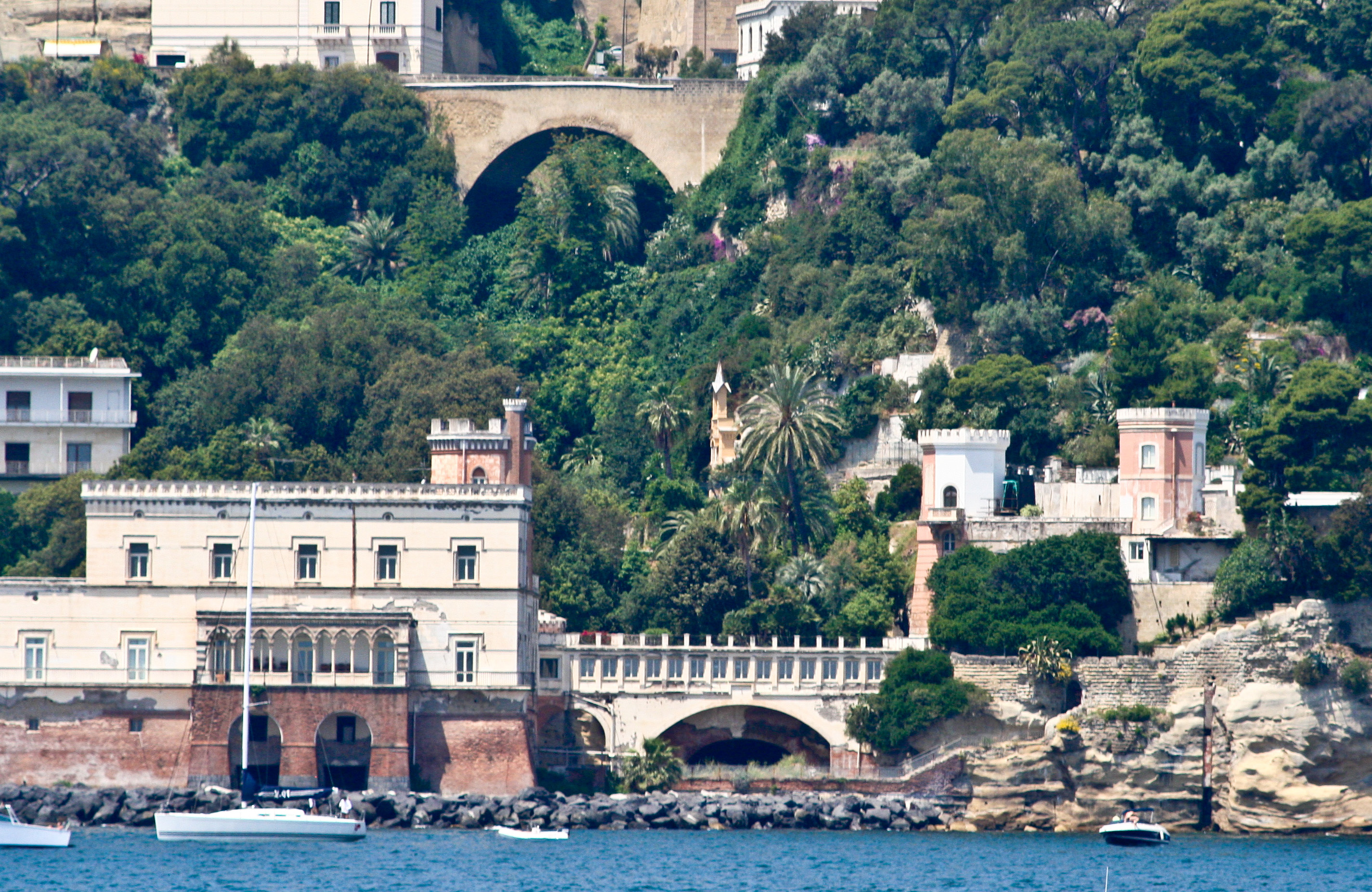
Villa Rocca Matilde

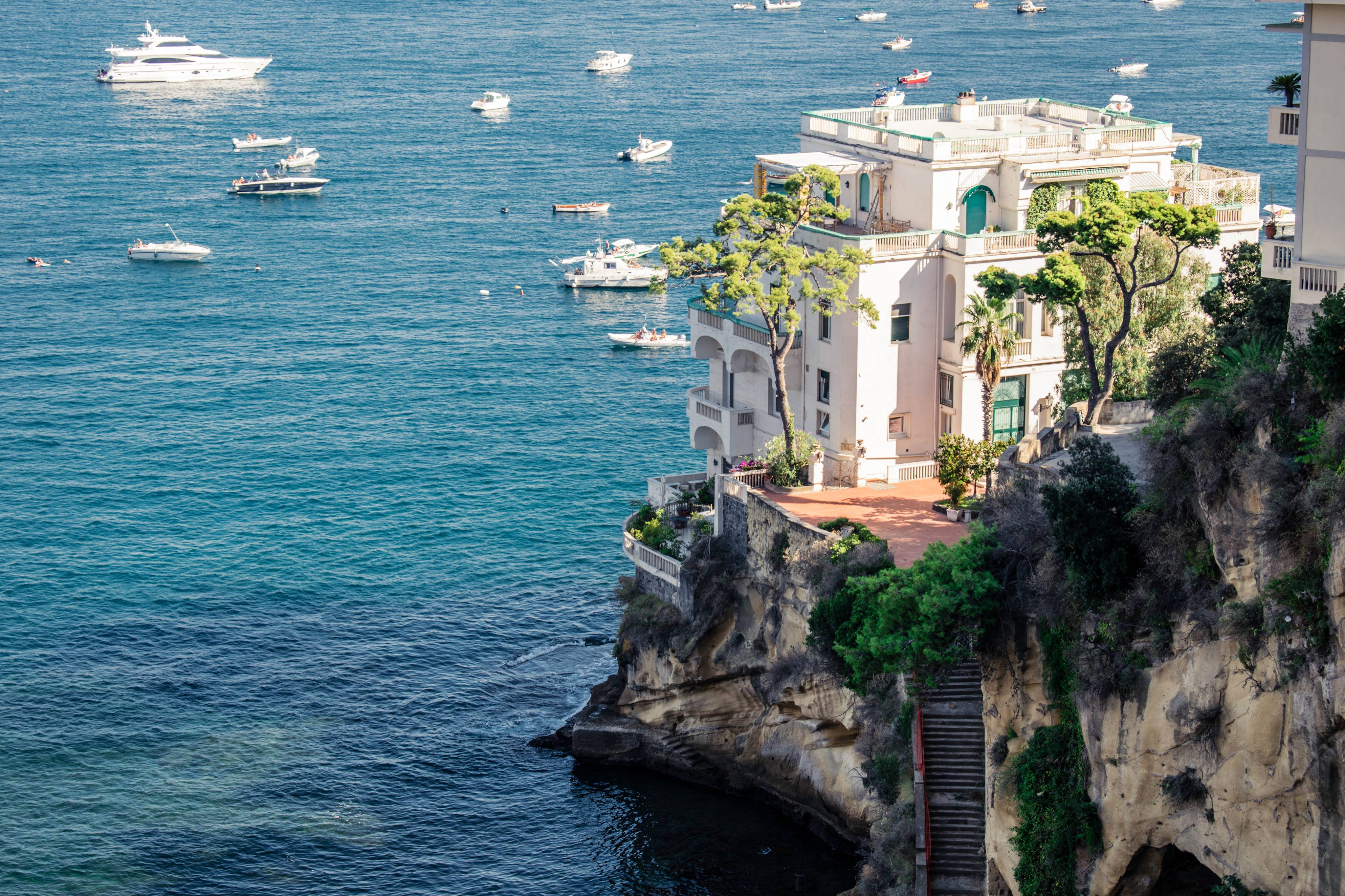
Villa Elisa, rue Posillipo 45

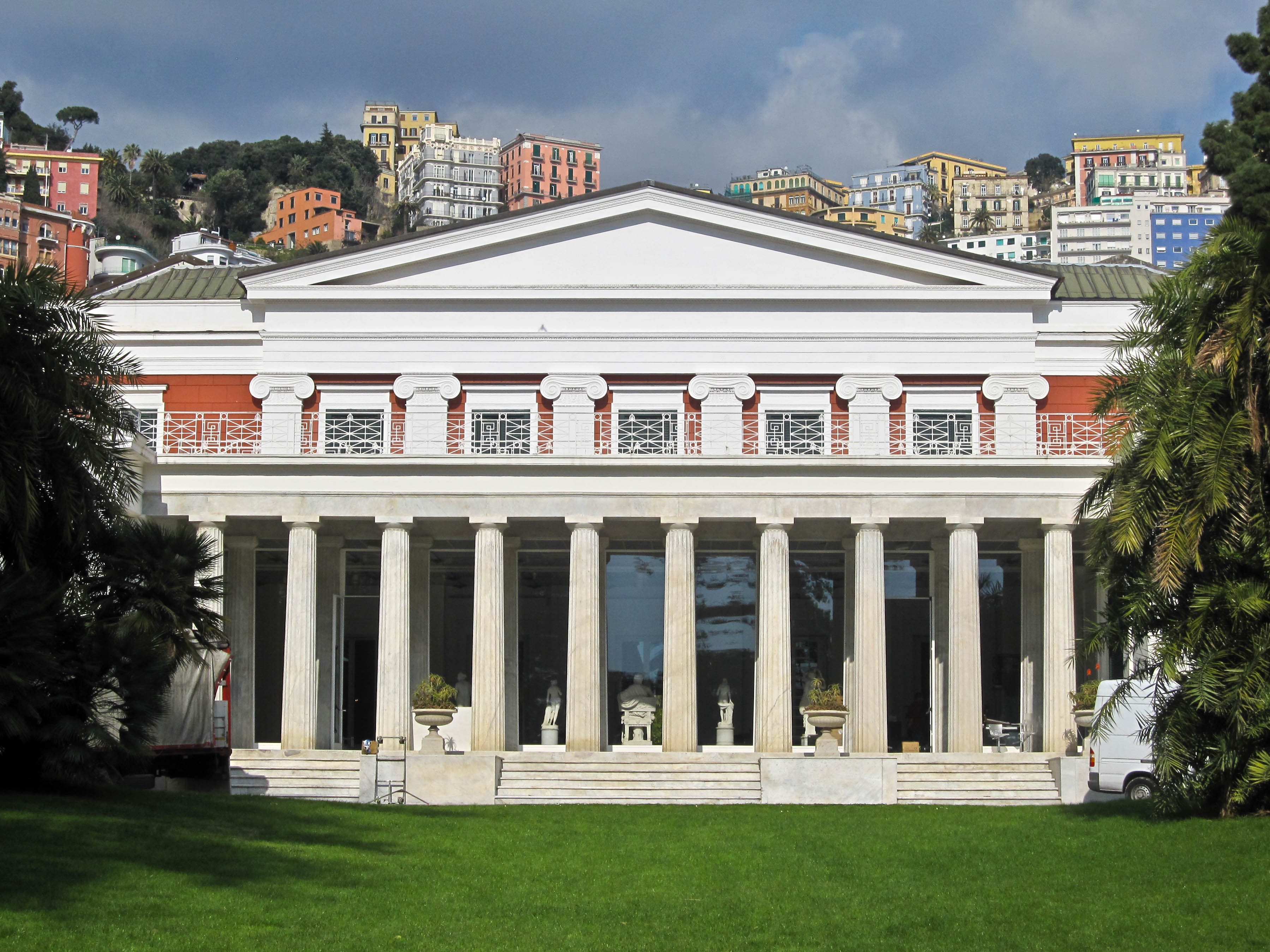
Villa Pignatelli

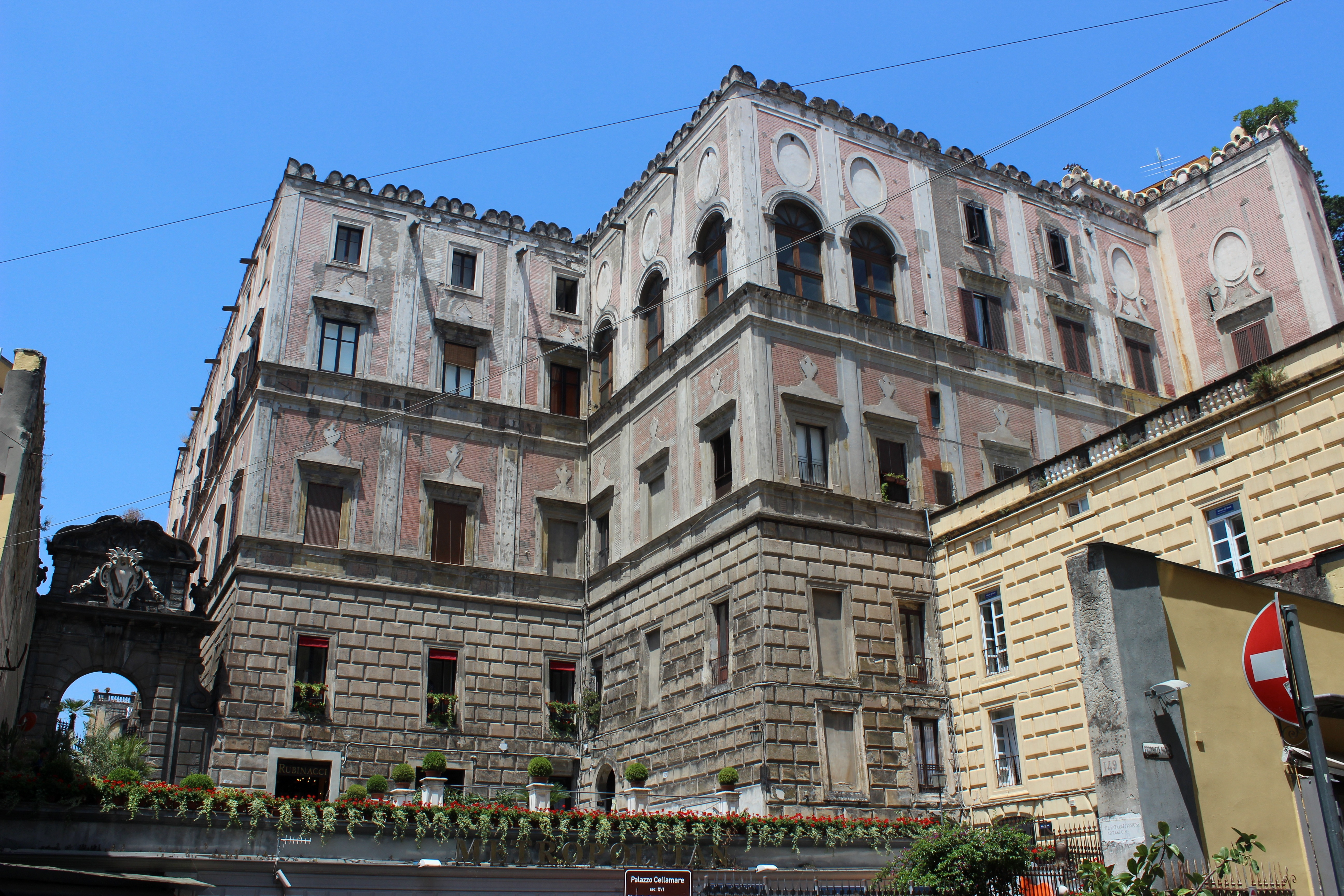
Villa Cellammare

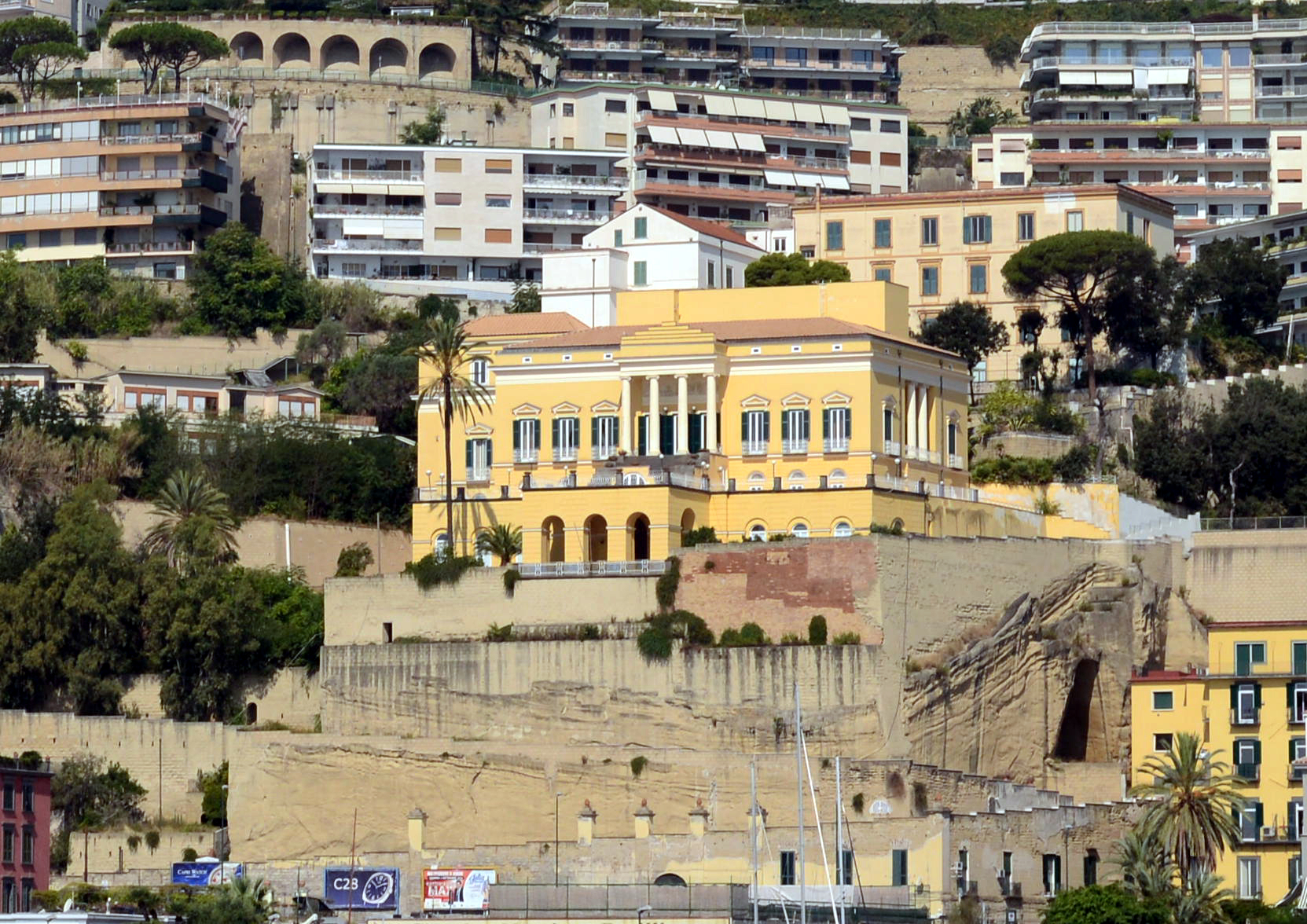
Villa Doria d'Angri

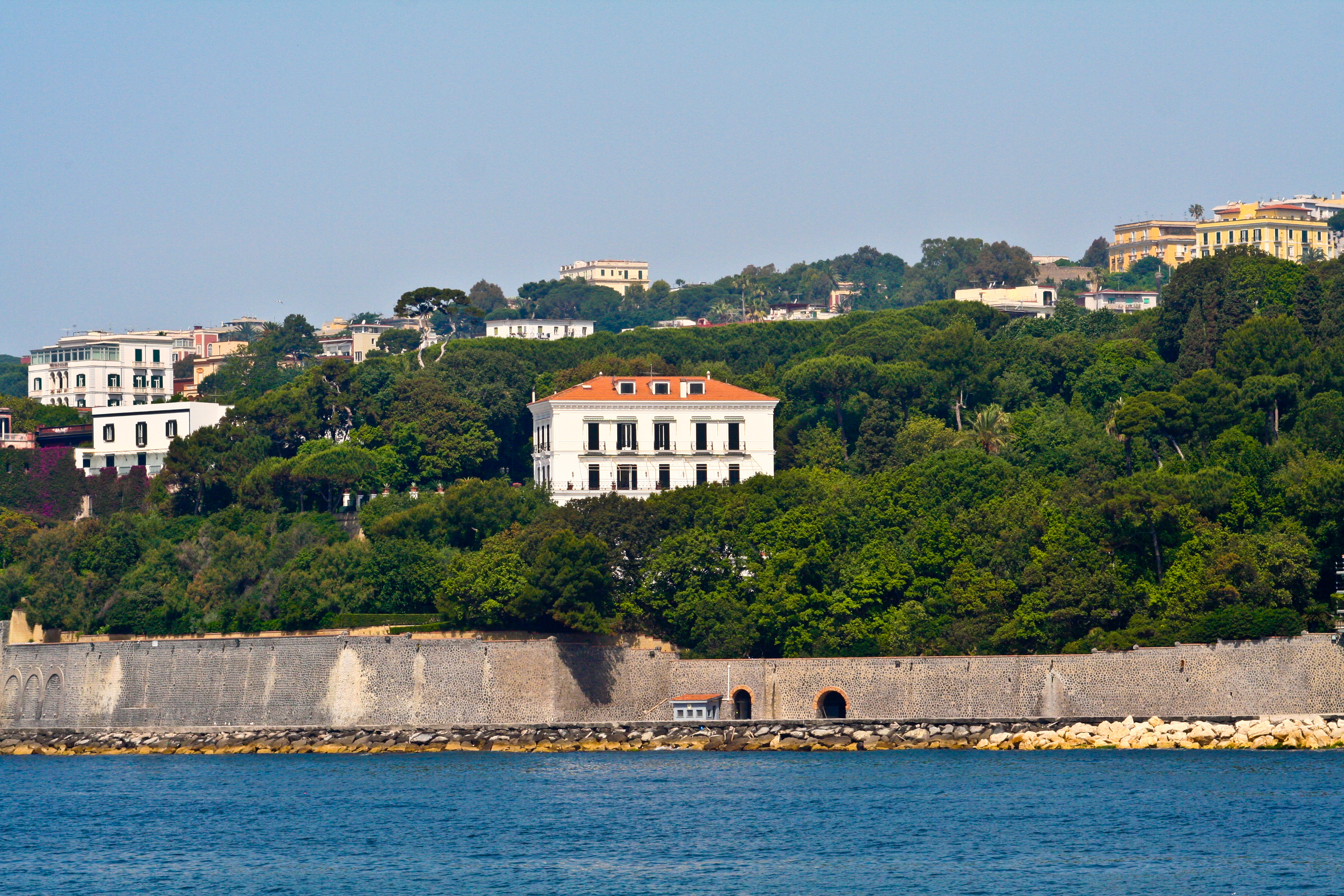
Villa Rosebery

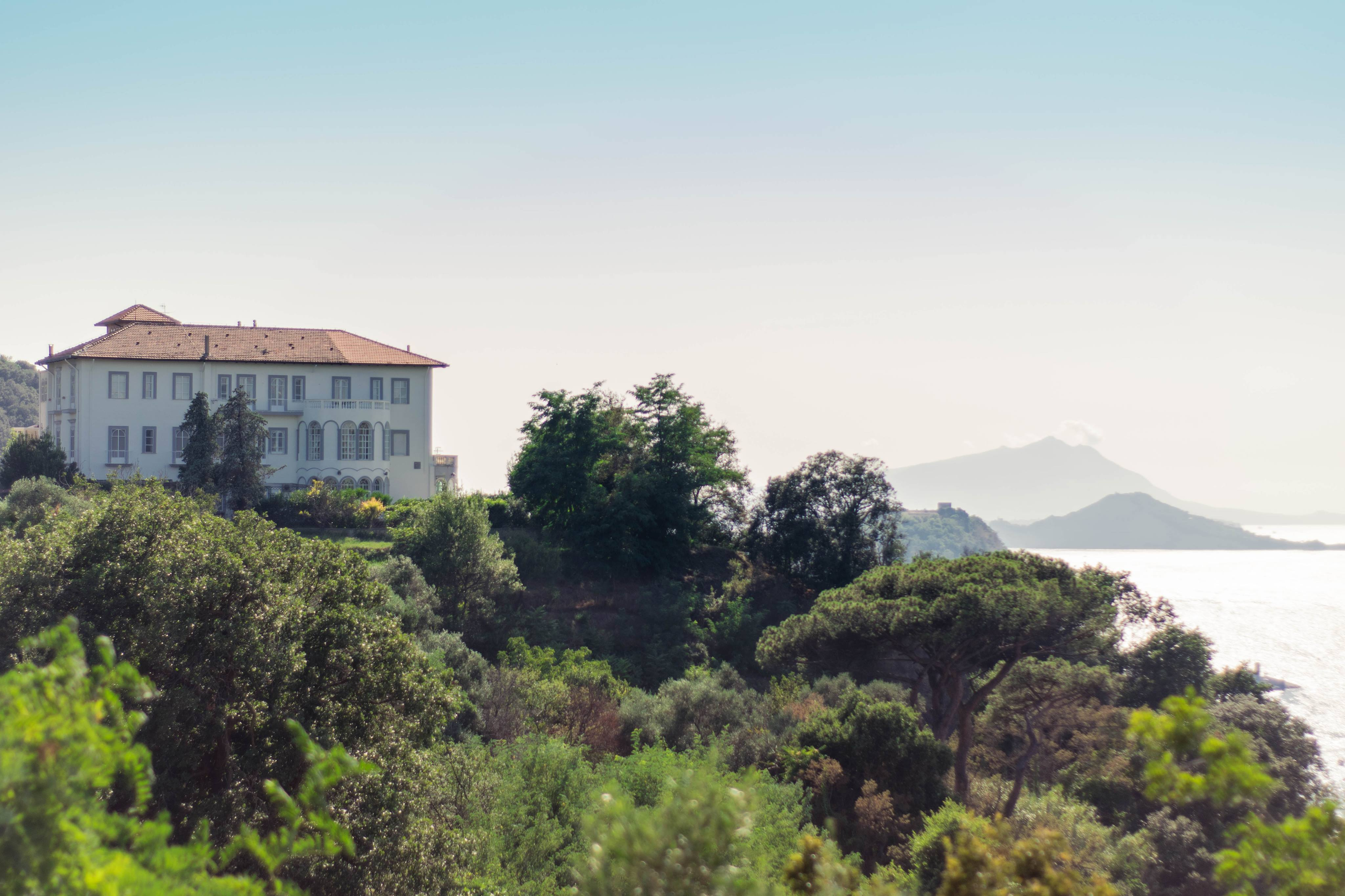
Villa, rue Virgilio n.14

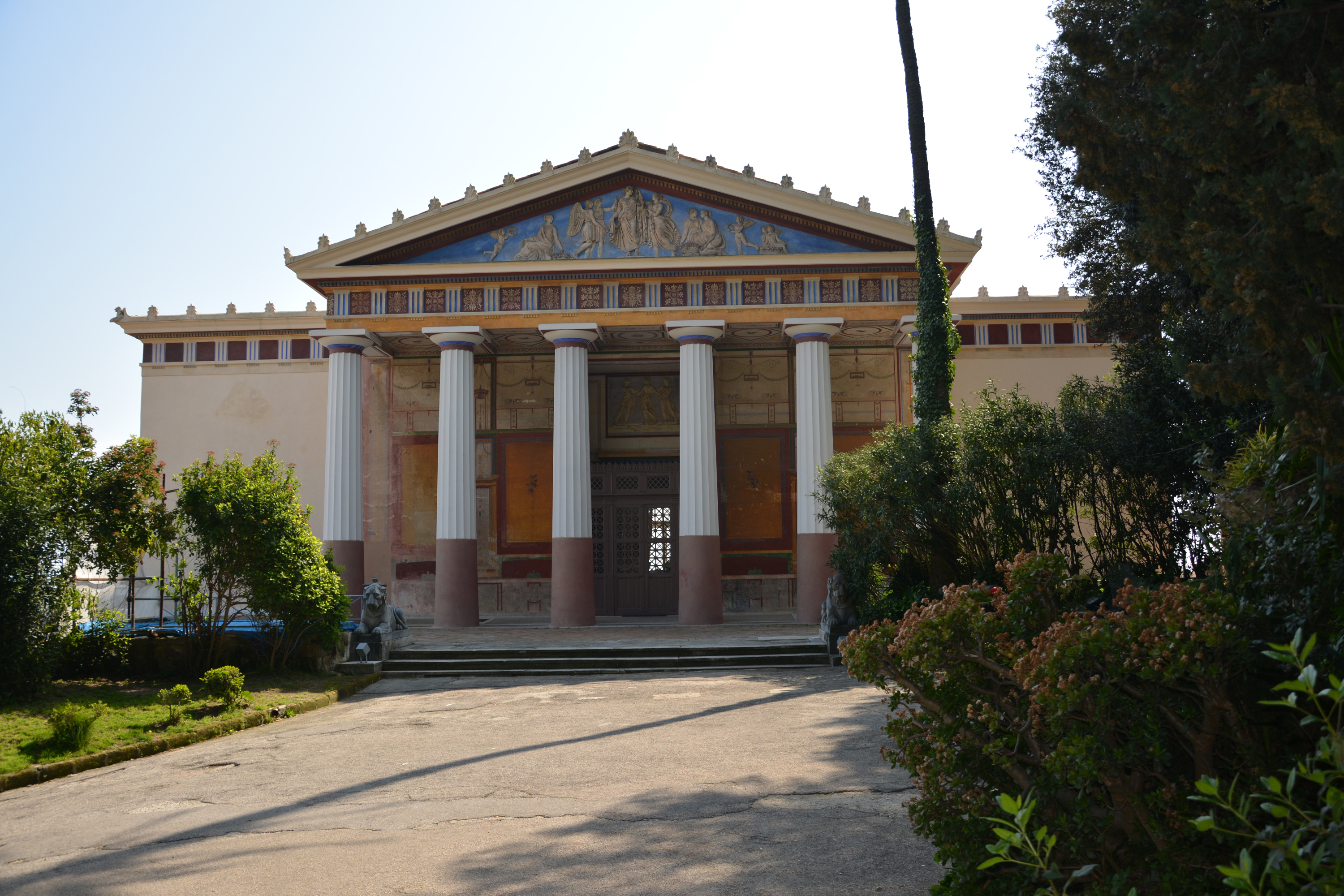
Villa Lucia

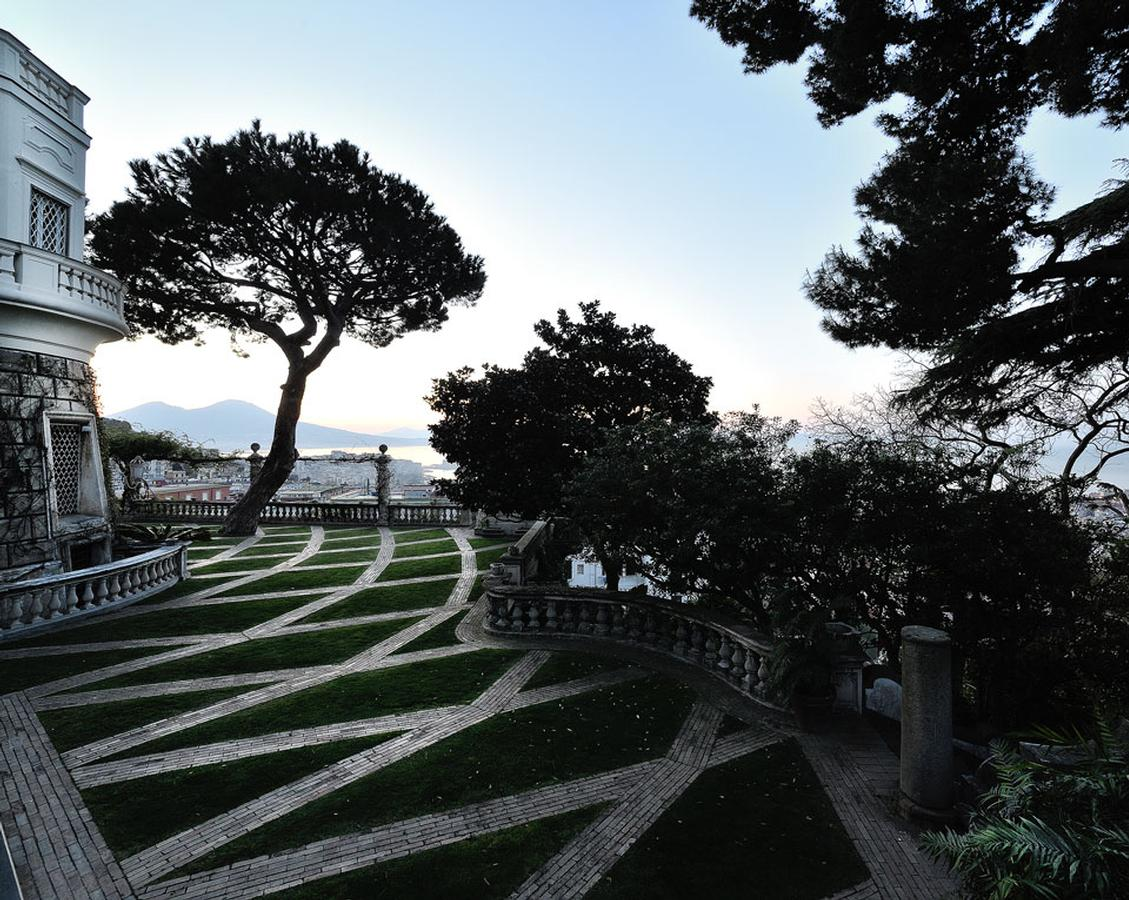
Villa Leonetti

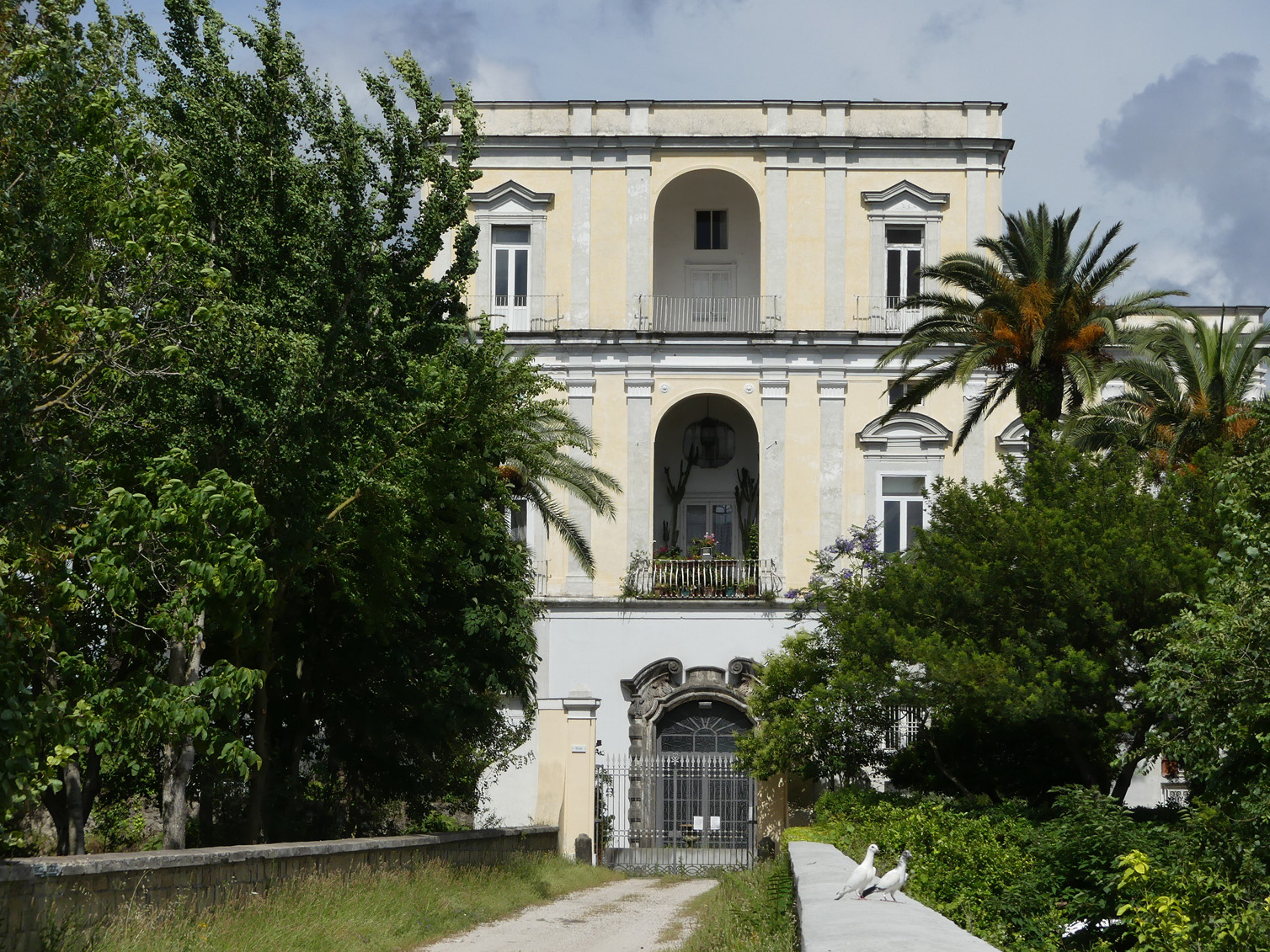
Villa Paternò

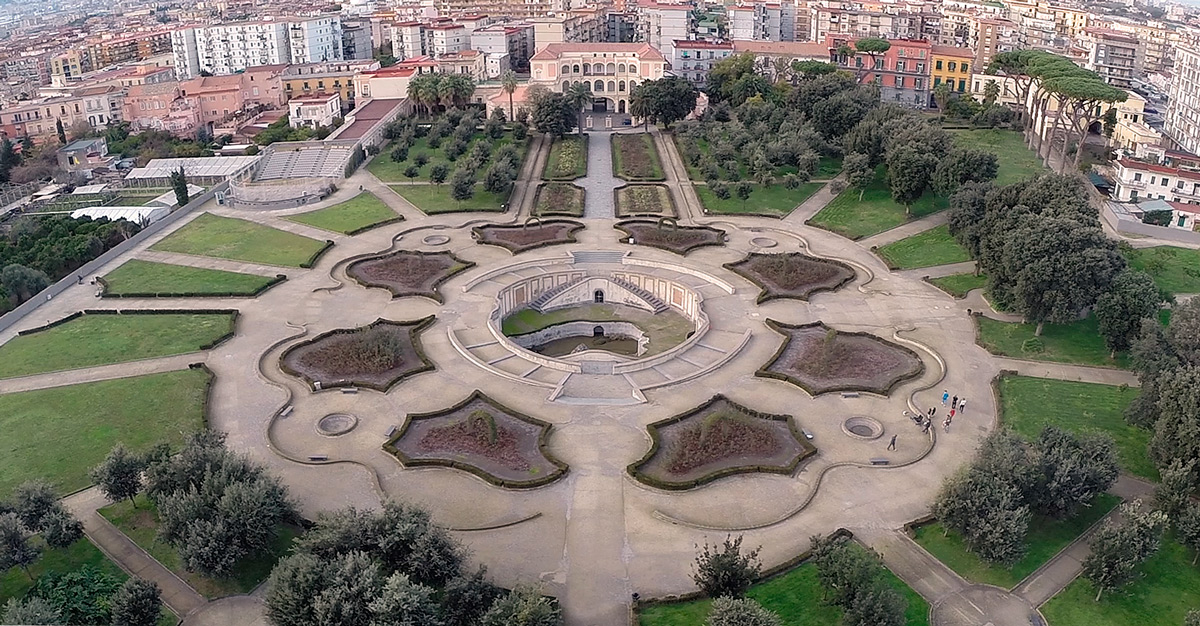
Les jardins de Villa Vannucchi

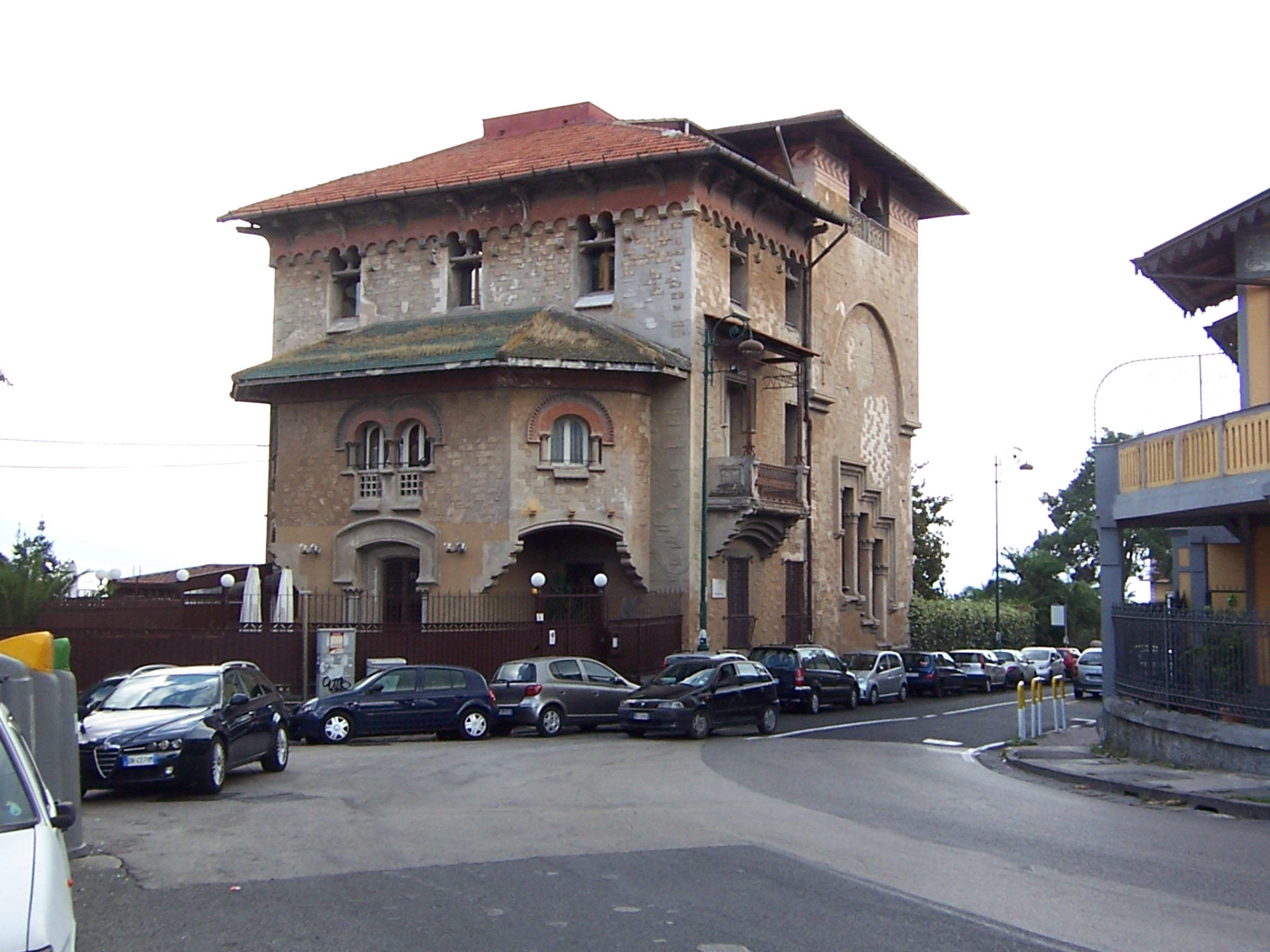
Villa Spera

Pour villas de Naples se réfère à ces villas qui sont nées dans une période allant de la Renaissance à la Belle Époque. 
Les panoramas du golfe de Naples ont toujours favorisé l'émergence de ces structures et pour cette raison elles sont très nombreuses (environ trois cents).

## Quelques villas
- Villa La Sirena (palais Donn'Anna)
- Villa Chierchia
- Villa Mon Plaisir e villa Guercia
- Villa Pavoncelli
- Villa di Grotta Marina
- Villa Cottrau
- Villa Roccaromana
- Villa Mazziotti
- Villa Martinelli (o Villa Cappella)
- Villa Elisa
- Villa d'Abro
- Villa Craven (Villa Rae)
- Villa De Cristoforo
- Villa Luisa
- Villa d'Avalos
- Villa Rocca Matilde
- Villa Riario Sforza
- Villa della Grotta di San Giovanni
- Villa Gallotti
- Villa Lucia
- Villa Rivalta
- Villa de Mellis
- Villa Volpicelli
- Villa Malatesta
- Villa Kernot
- Villa Rosebery
- Villa Emma
- Villa Paterno
- Villa Doria d'Angri
- Villa Cilento
- Villa Matarazzo
- Villino Adriana
- Villa Ebe